# Allemanche-Launay-et-Soyer
Allemanche-Launay-et-Soyer is een gemeente in het Franse departement Marne (regio Grand Est) en telt 110 inwoners (2009). De plaats maakt deel uit van het arrondissement Épernay.

## Geografie
De oppervlakte van Allemanche-Launay-et-Soyer bedraagt 15,8 km², de bevolkingsdichtheid is dus 7 inwoners per km².
De onderstaande kaart toont de ligging van Allemanche-Launay-et-Soyer met de belangrijkste infrastructuur en aangrenzende gemeenten.

## Demografie
Onderstaande figuur toont het verloop van het inwonertal (bron: INSEE-tellingen).

1. ↑  Populations de référence 2022.